# Lange Tours
Lange Tours (Eigenschreibweise LANGE Tours), auch Omnibusunternehmen Hans-Hermann-Lange genannt, ist ein privates Busunternehmen aus der Stadt Görzke in Brandenburg. Es ist Mitglied im Verkehrsverbund Berlin-Brandenburg (VBB).

## Betriebsbereiche

### Linienverkehr
Im VBB betreibt das Unternehmen drei Buslinien in der südwestlichen Region im Landkreis Potsdam-Mittelmark, welche größtenteils die umliegenden Städte mit den ländlichen Regionen verbindet. Zum Einsatz kommen sowohl Niederflurbusse, als auch Reisebusse, welche Stufen besitzen.

### Schienenersatzverkehr
Für die Deutsche Bahn und der S-Bahn Berlin ist es auch im Schienenersatzverkehr in ihrer Region tätig, was z. B. bei Bauarbeiten oder Defekten an der Bahnstrecke vorkommen kann.

### Gelegenheitsverkehr & Busreisen
Lange hat Partnerschaften mit 3- und 4-Sterne-Hotels und ist somit auch für diese im Dienst, um Hotelgäste ins Hotel zu bringen und auch wieder abzuholen. Gleichzeitig werden auch Tages- und Wochenreisen angeboten, welche bis an die Alpen oder nach Swinemünde führen und bei denen die Übernachtungen in Hotels auch vom Unternehmen organisiert werden.

### Busanmietung
Zur Vermietung stellt Lange Tours ihre Busse auch zur Verfügung, inklusive Fahrer, welche für Gruppenreisen oder Schulausflüge gebucht werden können.

## Linienübersicht
Lange Tours betreibt folgende Buslinien im VBB mit komplett eigener Konzession:
- 559: Brandenburg (Havel) ↔ Wenzlow ↔ Wollin ↔ Gräben ↔ Görzke
- 593: Bad Belzig ↔ Benken ↔ Görzke ↔ Buckau ↔ Ziesar ↔ Wollin
- 596: Görzke ↔ Wollin ↔ Gräben ↔ Glienecke ↔ Ziesar